# جامعة أجي بادم
جامعة أجي بادم (بالتركية: Acıbadem Üniversitesi) هي مؤسسة خاصة غير ربحية متخصصة بتدريس العلوم الصحية، تأسست سنة 2007 في إسطنبول بتركيا.
تستمد الجامعة مواردها المالية من مؤسسة «كريم أيطنلر» (بالتركية: Kerem Aydınlar)، التي أنشأها محمد علي أيطنلر، وهو رجل أعمال تركي بارز وأكبر مساهم ورئيس تنفيذي لمجموعة «أجي بادم» للرعاية الصحية، وهي مؤسسة الرعاية الصحية الرائدة في تركيا، والتي تأسست عام 1992.